# Paul Schmidt (tolk)
Paul-Otto Schmidt, född 23 juni 1899 i Berlin, död 21 april 1970 i Gmund am Tegernsee, var en tysk tolk och översättare. Han tjänstgjorde som tolk vid det tyska utrikesministeriet från 1924 till 1945. Under Gustav Stresemann utsågs han till chefstolk.

## Biografi
Paul Schmidt var från 1935 Hitlers officielle tolk och tjänstgjorde som tolk för denne bland annat Münchenkonferensen 1938 och Frankrikes kapitulation 1940. 
Schmidt var den som mottog det ultimatum som den brittiske ambassadören Nevile Henderson överlämnade till den tyska regeringen den 3 september 1939 och - som då det inte infriades - resulterade i en brittisk krigsförklaring två timmar senare. Utrikesminister Joachim von Ribbentrop hade skickat fram Schmidt då han själv inte ville ta emot ambassadören, och slapp därigenom själv läsa upp det för Hitler.      
Efter andra världskriget inkallades Schmidt som åklagarsidans vittne vid Nürnbergrättegången samt vid IG Farben-processen.
Han publicerade 1949 sina memoarer Statist auf diplomatischer Bühne 1923–1945. Erlebnisse des Chefdolmetschers im Auswärtigen Amt mit den Staatsmännern Europas. Von Stresemann und Briand bis Hitler, Chamberlain und Molotow.
Under 1950-talet förestod Schmidt ett tolk- och språkinstitut i München. Vid förbundsdagsvalet 1953 kandiderade han för det högerkonservativa Deutsche Partei, men kom inte in i Förbundsdagen.